# 南さつま市立万世中学校

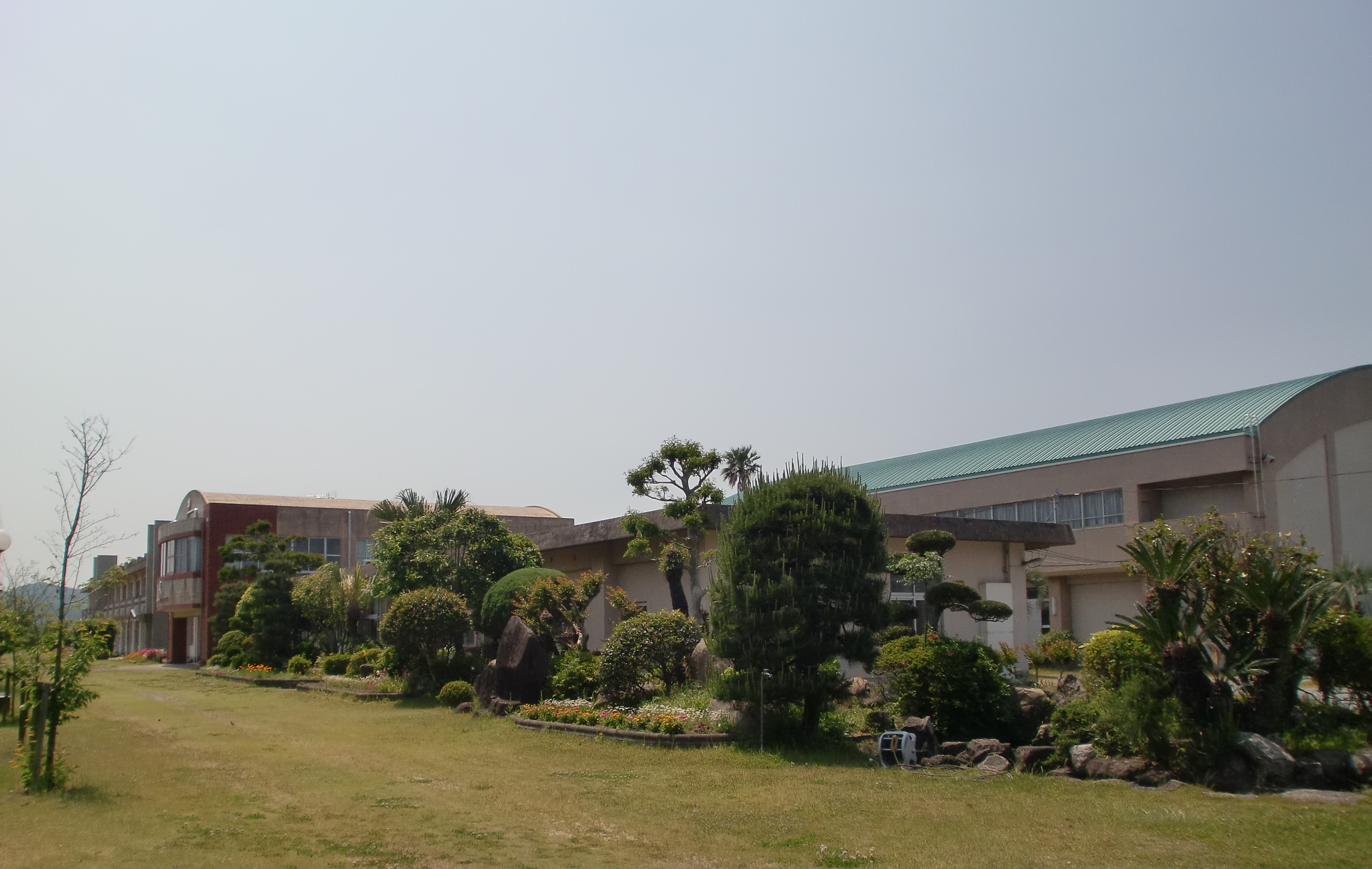
南さつま市立万世中学校

南さつま市立万世中学校（みなみさつましりつ ばんせいちゅうがっこう）は、鹿児島県南さつま市にある同市立中学校。

## 学校概要
- 平成の市町村合併で「南さつま市」が誕生する以前は加世田市立万世中学校であった。

## 校区
- 万世小学校校区　全域
- 益山小学校校区　全域
- 小湊小学校校区　全域